# Bralitzia
Bralitzia is een geslacht van uitgestorven weekdieren uit de klasse van de Gastropoda (slakken).

## Soorten
- Bralitzia acuminata (Gründel, 1999) †
- Bralitzia compacta (Gründel, 1999) †
- Bralitzia faustiankensis Kaim, 2004 †
- Bralitzia foersteri Gründel, 1998 †
- Bralitzia maeuseri (Gründel, 1999) †
- Bralitzia obliquata (J. de C. Sowerby, 1829) †
- Bralitzia polkowskii (Gründel, 1999) †
- Bralitzia tenuistriata (Gründel, 1999) †
- Bralitzia wonwalensis (Gründel, 1999) †